# إبراهيم محمد العويران
إبراهيم محمد العويران (بالإنجليزية: Ibrahim Mohamed Al-Ouiran)‏ (مواليد 28 نوفمبر 1962) هو رياضي سعودي. شارك في منافسات رمي القرص رجال في دورة الألعاب الأولمبية الصيفية 1972.

## المشاركات

### الألعاب الأولمبية الصيفية
| العام             | المسابقة          | المكان            | المركز            | حدث               | ملاحظة            |
| ينافس لـ السعودية | ينافس لـ السعودية | ينافس لـ السعودية | ينافس لـ السعودية | ينافس لـ السعودية | ينافس لـ السعودية |
| ----------------- | ----------------- | ----------------- | ----------------- | ----------------- | ----------------- |
| 1972              | أولمبياد 1972     | سيول              | 29 QR             | رمي القرص (رجال)  |                   |

#### تفاصيل
| الترتيب | الترتيب النهائي | العداء                              | المحاولات | المحاولات | المحاولات | النتيجة   | ملاحظات |
| الترتيب | الترتيب النهائي | العداء                              | 1         | 2         | 3         | النتيجة   | ملاحظات |
| ------- | --------------- | ----------------------------------- | --------- | --------- | --------- | --------- | ------- |
| 1       | 7               | ماك ويلكينز (الولايات المتحدة)      | 62.48     | X         | 61.34     | 62.48 متر |         |
| 2       | 8               | يوري دومشيف (الاتحاد السوفيتي)      | 61.30     | 60.24     | 62.08     | 62.08 متر |         |
| 3       | 9               | امريش بوجار (تشيكوسلوفاكيا)         | 61.94     | 61.48     | 61.00     | 61.94 متر |         |
| 4       | 12              | جورجي جورجييف (بلغاريا)             | 59.78     | 61.34     | X         | 61.34 متر |         |
| 5       | 13              | فاكلافاس كيديكاس (الاتحاد السوفيتي) | 58.82     | 60.72     | X         | 60.72 متر |         |
| 6       | 14              | سفين إنج فالفيك (النرويج)           | 59.40     | X         | 60.64     | 60.64 متر |         |
| 7       | 15              | فيرنر رايتر (أستراليا)              | X         | 57.58     | 59.78     | 59.78m    |         |
| 8       | 17              | راندي هايسلر (الولايات المتحدة)     | X         | X         | 59.08     | 59.08 متر |         |
| 9       | 18              | باتريك جورنو (فرنسا)                | 58.94     | 57.62     | 55.82     | 58.94 متر |         |
| 10      | 22              | وولف برونر (ألمانيا الغربية)        | X         | 57.50     | X         | 57.50 متر |         |
| 11      | 23              | أديوالي كولودجو (نيجيريا)           | 51.38     | 54.44     | 47.60     | 54.44 متر |         |
| 12      | 25              | هنري سميث (ساموا)                   | 47.96     | 49.40     | 48.98     | 49.40 متر |         |
| 13      | 26              | مين سي هون (كوريا الجنوبية)         | X         | 46.52     | 47.84     | 47.84 متر |         |
| —       | —               | إبراهيم محمد العويران (السعودية)    | X         | X         | X         | NM        |         |
| —       | —               | إغيرت بوغاسون (آيسلندا)             | X         | X         | X         | NM        |         |

## أرقام شخصية
| المسابقة  | الرقم | التاريخ |
| --------- | ----- | ------- |
| رمي القرص | 50.60 | 1992    |

## روابط خارجية
- إبراهيم محمد العويران على موقع أوليمبيديا (الإنجليزية)